# Contrat première embauche
CPE, Contrat première embauche (Kontrakt na pierwsze zatrudnienie) – specjalny typ francuskiej umowy o pracę, pozwalającej na zwalnianie pracowników do 26 roku życia przez pierwsze dwa lata zatrudnienia, bez uzasadnienia ani konsekwencji prawnych. Umowa ta nigdy nie została wprowadzona w życie z powodu protestów społecznych.

## Historia umowy
Ustawa dotycząca tej umowy została zaproponowana przez Dominique'a de Villepin, francuskiego premiera, członka partii rządzącej UMP (centro-prawicowej). Wobec stałego i wysokiego bezrobocia wśród francuskiej młodzieży (23 % młodych ludzi poniżej 26 roku życia jest we Francji bez pracy), rząd de Villepina ogłosił bataille pour l'emploi (bitwę o zatrudnienie). Pierwszym elementem tej polityki był Contrat nouvelle embauche (Kontrakt nowego zatrudnienia) - pozbawiony ograniczenia czasowego, dostosowany do przedsiębiorstw zatrudniających mniej niż 20 pracowników. Podczas dwóch lat od daty podpisania CNE, pracownik mógł zostać oddalony bez podania motywu (otrzymując przy tym 8 % całości swych dotychczasowych zarobków).

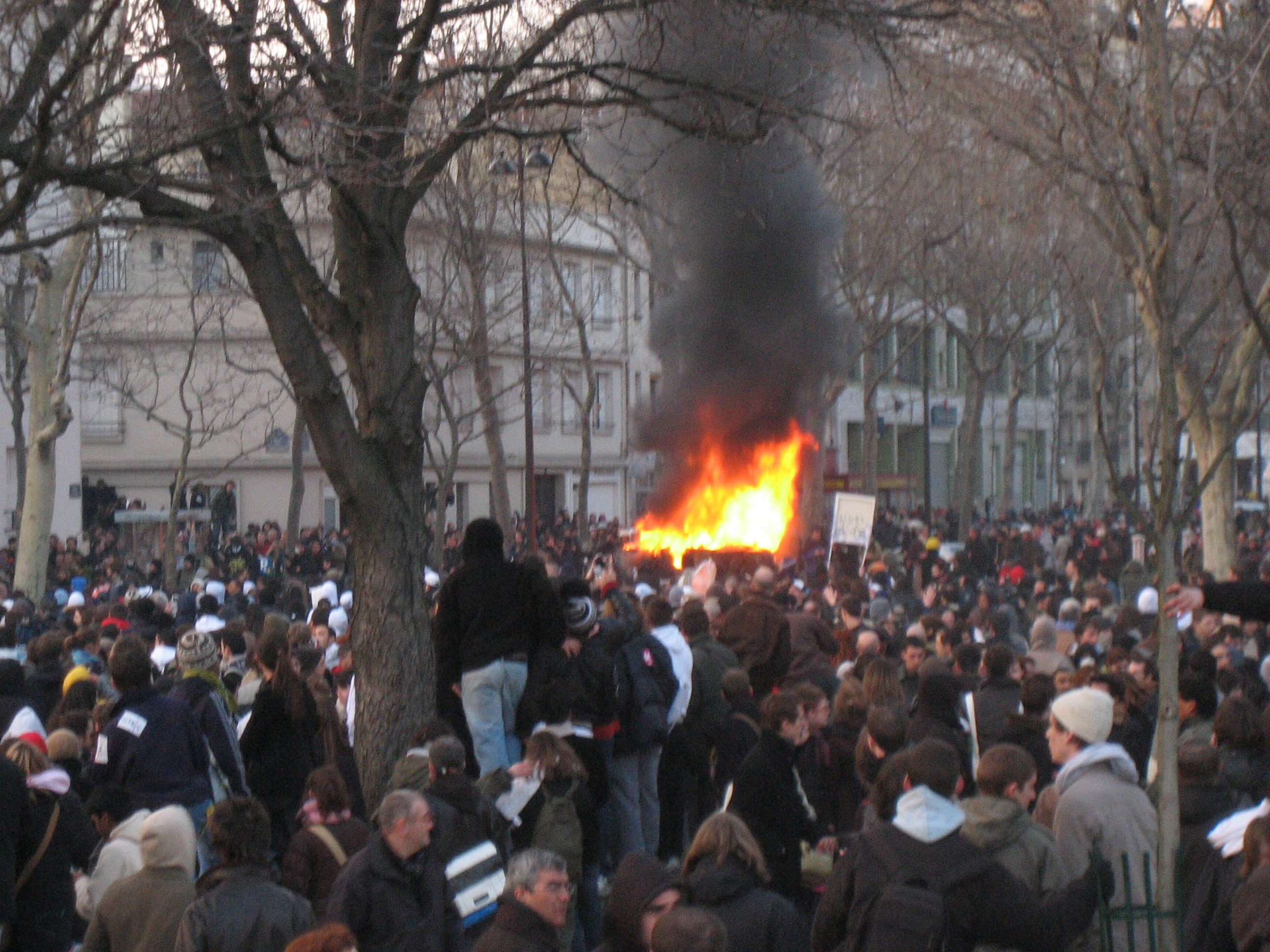
Manifestacja przeciwko CPE w Paryżu, 18 marca 2006, Place de la Nation

Wobec pojawiających się głosów sprzeciwu wobec projektu ustawy dot. CPE, de Villepin zdecydował się na skorzystanie (9 lutego 2006) z procedury przyspieszonej, na podstawie artykułu 49.3 francuskiej Konstytucji, który pozwala na uznanie za legalną ustawy, która nie przeszła przez zwykłe głosowanie parlamentarne, a została zaadaptowana w trybie pilnym przez Zgromadzenie Narodowe (Assemblée Nationale); artykuł ten jest stosowany wyłącznie w sytuacjach wyjątkowych, wobec sprzeciwu większości parlamentarnej.

## Szczegóły umowy
Umowa ta, w wersji zaproponowanej początkowo przez premiera, jest opracowana na podstawie klasycznej umowy na czas nieokreślony, z tym jednak wyjątkiem, że można ją zerwać bez zwykłych w tych wypadkach konsekwencji prawnych i finansowych, gdy pracownikami są młodzi ludzie przed ukończeniem 26 roku życia w firmach zatrudniających ponad 20 osób. Pracodawca ma prawo zwolnić pracownika bez pisemnego wyrażenia przyczyny podczas "okresu konsolidacji" (2 lata) – jednak zwolnienie to, z punku widzenia prawa, jest "zerwaniem okresu próbnego", i pracownik otrzymuje w jego skutku 8% całości swych dotychczasowych zarobków. Po sześciu miesiącach pracy, prócz ustawowych 8%, pracownik otrzymuje odszkodowanie miesięczne o wysokości 490 € miesięcznie (przez 2 miesiące). Staże oraz umowy na czas określony odbyte w danej firmie są odliczane od "okresu konsolidacji". 
Ustawa o CPE jest częścią "Projektu ustawy o równości szans" (fr. Projet de loi pour l’égalité des chances).

## Protesty przeciwkoCPE

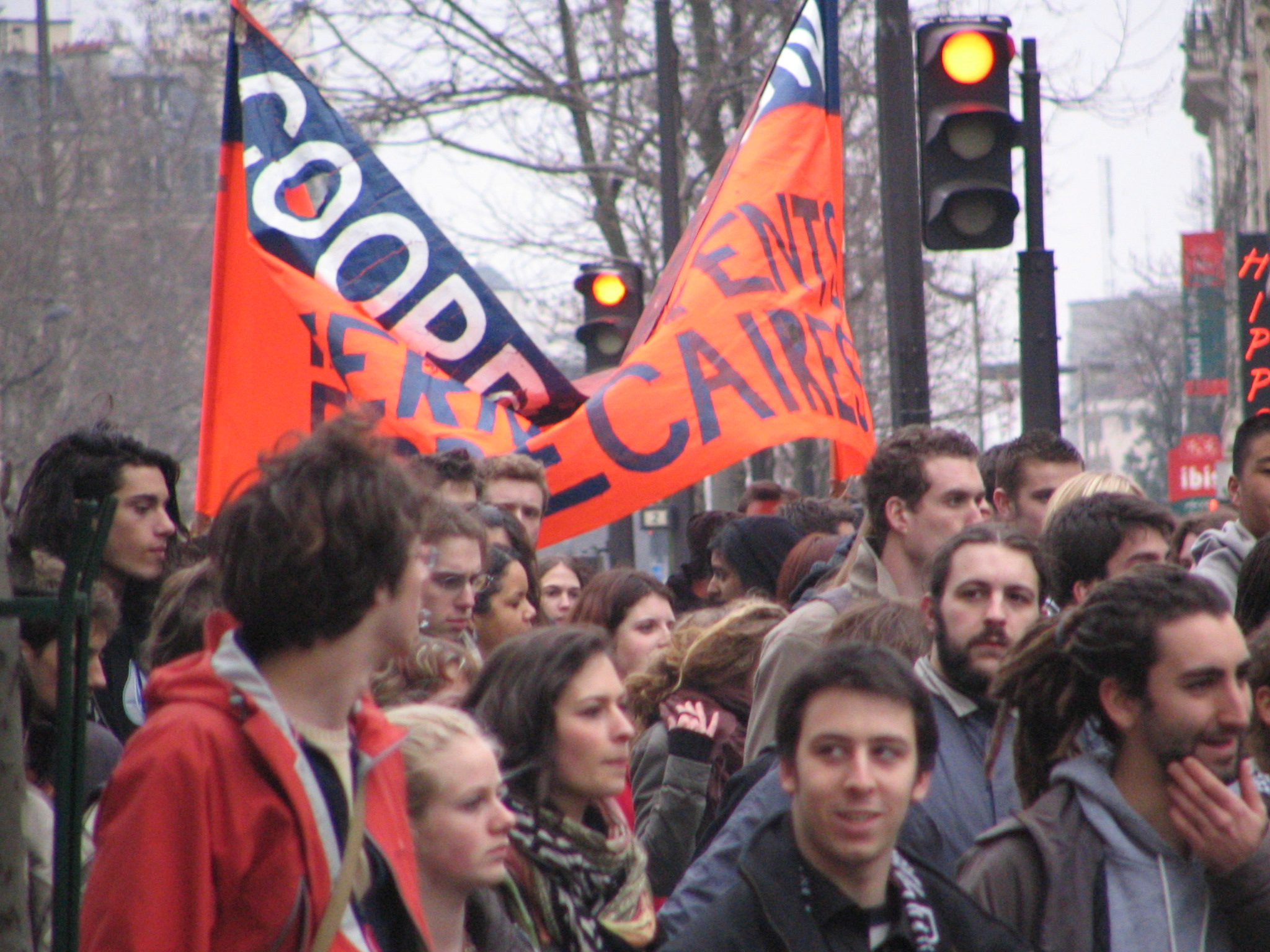
Manifestacja w Paryżu przeciwko CPE, 23 marca 2006

W marcu 2006, część uniwersytetów francuskich stało się miejscem protestów przeciwko wprowadzonej ustawie. Skala tych manifestacji porównywalna jest zdaniem komentatorów do wydarzeń z paryskiego maja 1968. Uniwersytet Paryski, główne miejsce starć w początkowym okresie protestów, pozostaje zamknięty, pod stałą ochroną sił porządku (CRS).
Decyzja prezydenta Chiraca z 31 marca 2006 uznana została za przejaw braku zrozumienia dla rewindykacji protestujących. 4 kwietnia odbyła się kolejna manifestacja przeciwko CPE, i zgromadziła ona, zdaniem policji, około miliona protestujących w całej Francji, a według związków zawodowych i organizacji studenckich - ponad trzy miliony. Manifestanci odmawiają jakichkolwiek negocjacji, żądając wycofania przyjętej ustawy.

## Działania polityczne wokoło projektu ustawy
30 marca 2006 francuski Rada Konstytucyjna (Conseil constitutionnel) ogłosiła zatwierdzenie ustawy w wersji zaproponowanej początkowo przez premiera Francji.
31 marca 2006, prezydent Jacques Chirac zadecydował o promulgacji ustawy w wersji zmodyfikowanej. Wyraził on wolę zmiany trwania okresu konsolidacji (rok zamiast dwóch lat), oraz nałożył zobowiązanie do podania przez pracodawcę przyczyny zwolnienia młodego pracownika. 
10 kwietnia, biuro prezydenta ogłosiło wycofanie się prezydenta Francji z projektu ustawy. CPE, czyli ósmy artykuł projektu ustawy o równości szans, ma być zastąpiony, według Chiraca, "dyspozycją prawną promującą wejście młodzieży będącej w szczególnie trudnej sytuacji na rynek pracy" (cytat za Le Monde). Dominique de Villepin potwierdził wycofanie się z projektu, i zapowiedział, że nowa propozycja ustawy zostanie zaprezentowana tego samego dnia. Decyzja prezydenta spotkała się z entuzjazmem związków zawodowych. Organizacje studenckie zapowiedziały natomiast, że kolejnym obiektem protestów stanie się  wspomniany Contrat nouvelle embauche, dotyczący firm zatrudniających mniej niż 20 pracowników.